# Угарски сабор
Сталешко уређење угарске је урушено у револуцији 1848. године. тада је изабран и први сазив Заступничког дома, који је заседао до слома мађарских устаника. политички живот земље је у току Баховог апсолутизма захватила апатија, која је прекинута 1861. са изборима за угарски сабор. Међу 377 угарских посланика је било и шесторо Срба.
Избори су одржавани 1884, 1887 и 1892. године, јер је посланички мандат до 1887. трајао три, а касније пет година.
Проценат броја лица са правом гласа у укупном становништву угарске се кретао од од 5,6% до 7,1%, што је приближно износило око 20–25% пунолетне мушке популације. Када се узме у обзир да је само део лица са правом гласа заиста гласало, јасно је да су тако изабране владе евидентно уживале само подршку од око 1–2% становништва угарске и то не узимајући обзир учестале притиске на бираче од стране владајуће Слободоумне странке односно угарске владе.

## Српски посланици на Угарском сабору
Мађарска либерална елита је показала спремност да преговара са њима, као и са другим представницима немађарских народа у погледу положаја њихових нација у угарској. Ипак, када су се околности промениле после нагодбе са бечким двором 1867. године, мађарски политички предводници су сматрали да је потребно да се угарска законом дефинише као мађарска национална држава.
Пред српском интелигенцијом се поставило питање да ли да се задовољи са ограниченом употребом свог језика и правом оснивања културних удружења или да започне борбу ради проширења права немађарских народа. Део Срба, предвођених Светозаром Милетићем, се одлучило за опозицију угарској влади. Њихов програм, познат по месту доношења као Бечкеречки, подразумевао је одбацивање Аустро-угарске нагодбе са циљем да се постигне потпуна независнот земаља угарске круне, док је за немађарске нације захтевана територијална аутономија. Ипак, било је и оних који су такво становиште оценили као штетно, истичући да је једино у сарадњи са саборском већином могуће побољшати положај српског народа у угарској.
Срби присталице опозиционе Српске народне слободоумне странке, односно после њеног распада 1887. присталице Либералне странке Михаила Полита-Десанчића и Радикалне странке Јаше Томића, су одлучили да више не учествују у изборној борби за угарски сабор. Странка нотабилитета која је још 1884. у Великој Кикинди формулисала свој „умерен“ опозициони програм, у којем је од пештанске владе захтевала поштовање закона донетих 1868. године – О положају православних верника и О равноправности народности.
Стога је циљ размотри делатност Срба на угарском сабору из редова владине Слободоумне странке у периоду од 1884. до 1892. године.